# Viola stojanovii
Viola stojanovii är en violväxtart som beskrevs av Wilhelm Becker. Viola stojanovii ingår i släktet violer, och familjen violväxter. Inga underarter finns listade i Catalogue of Life.